# Rheinau (miasto)
Rheinau – miasto w Niemczech, w kraju związkowym Badenia-Wirtembergia, w rejencji Fryburg, w regionie Südlicher Oberrhein, w powiecie Ortenau. Leży nad Renem, ok. 20 km na północ od Offenburga, przy drodze krajowej B36.

## Dzielnice
Miasto składa się z następujących dzielnic: Freistett, Diersheim, Hausgereut, Helmlingen, Hohbühn, Holzhausen, Honau, Linx, Memprechtshofen oraz Rheinbischofsheim.